# Enganyapastors de Vaurie
L'enganyapastors de Vaurie (Caprimulgus centralasicus) és una espècie d'ocell de la família dels caprimúlgids (Caprimulgidae) que habita deserts, turons de sorra i planures. Molt poc conegut, va ser citat en 1929 per un espècimen de l'oest de la Xina al sud-oest de Sinkiang. Avui és considerada un sinònim de la subespècie Caprimulgus europaeus plumipes arran treballs com ara Kirwan et Schweizer. 2020.